# 雷根斯堡主教座堂

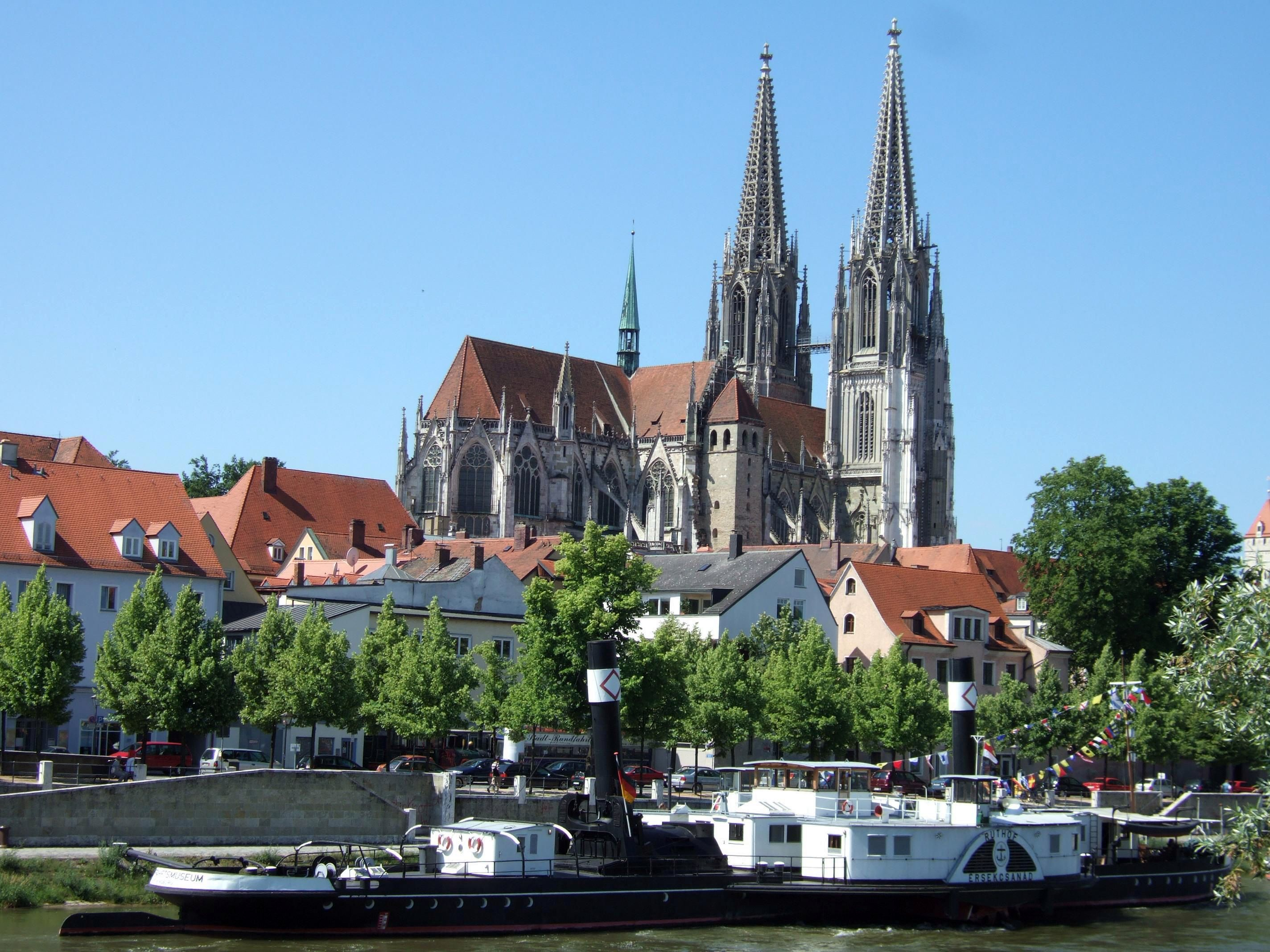
从多瑙河看雷根斯堡圣伯多禄主教座堂

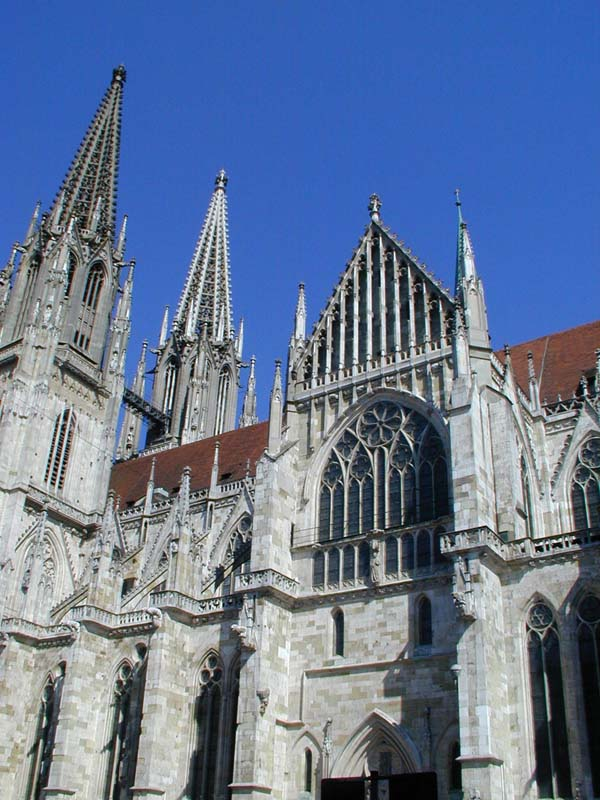
南立面

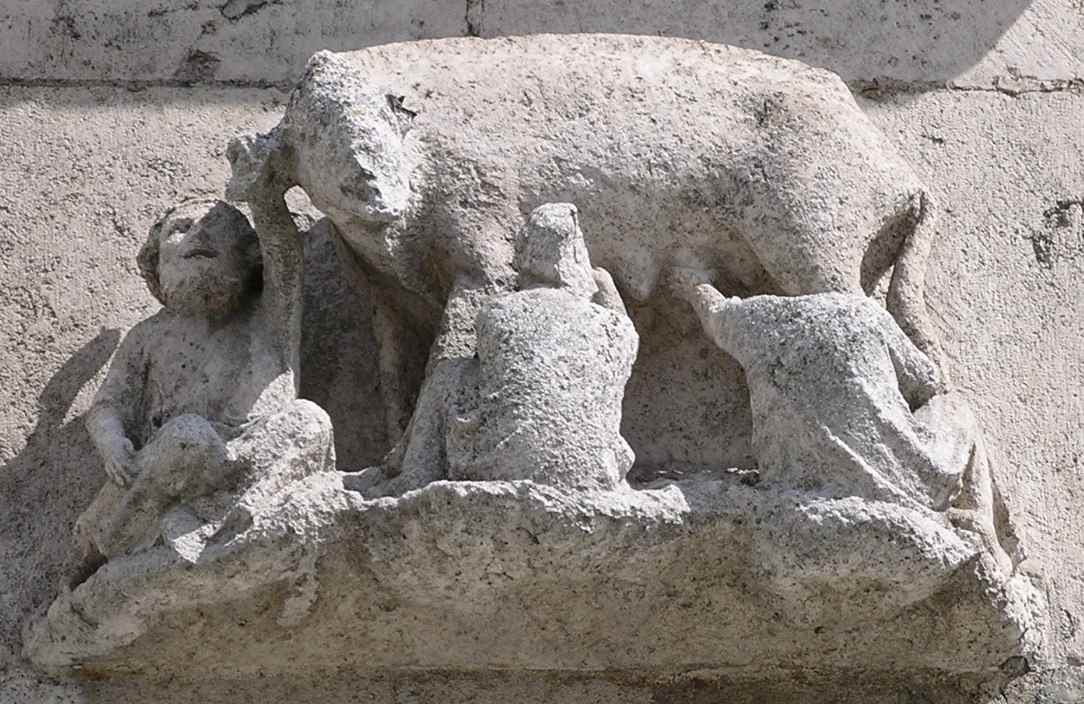
Judensau

雷根斯堡圣伯多禄主教座堂（德語：Kathedrale St. Peter；Regensburger Dom）供奉圣伯多禄，是德国巴伐利亚州雷根斯堡最重要的聖堂和地标，天主教雷根斯堡教区的中心，也是德国南部哥特式建筑的主要代表。
著名的雷根斯堡主教座堂合唱團是该主教座堂历史悠久的合唱團。
教宗本笃十六世曾在2006年9月13日访问雷根斯堡主教座堂。
| 总长 （内部） | 86 米  |
| 宽度 （内部） | 34.8米 |
| 高度（中殿）  | 32 m   |
| 高度（钟楼）  | 105米  |

在1156年至1172年，主教座堂曾烧毁了两次，从1273年开始重建，为哥特式风格。1320年新主教座堂的三个唱经楼投入使用后，拆除了旧的主教座堂。在1385年至1415年完成了向西的精美的正门，主教座堂於大约1520年基本完成。 
外侧的「Judensau」（犹太人的母猪）描绘三个犹太人在吸吮母猪的乳头，并且面向着原来的犹太区Neupfarrplatz的方向。